# Ой верше мій, верше
Ой, ве́рше мій, ве́рше — лемківська народна пісня. Одна із найпопулярніших лемківських пісень, є однією з найбільш виконуваних українських пісень. 
Пісня належить до родинно-побутових та весільних пісень. У ній йдеться про долю дівчини, яка закохалась у хлопця і виходить заміж. Вона тужить, що у шлюбі, в чужому домі, їй так добре не буде, як було у матері.
Після вигнання лемків з історичної батьківщини в результаті так званого «добровільного» виселення з Польщі до УРСР (1944—1946 рр.) та етнічних чисток «Операції Вісла» (1947 р.) пісня «Ой, верше мій, верше» стала символом туги народу за втраченою батьківщиною. Для багатьох лемків знаковою стала перемога з цією піснею кримськотатарської співачки Джамали в конкурсі «Нова хвиля».

«Було чутно, як перегукується той біль депортації одного народу, пов'язаного з Україною, із другим народом, пов'язаним з Україною.»

## Історія записів і виконання

### Рання історія

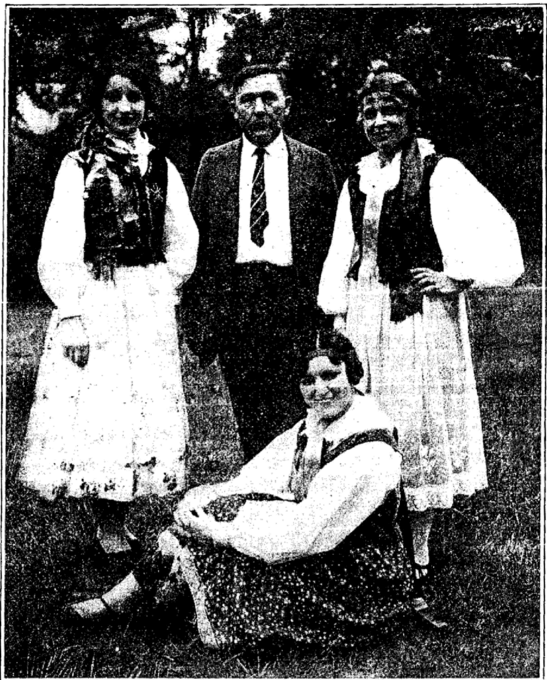
Учасники першого запису пісні. Стоять Іоанна Карляк, В. Гладик та Ева Цюрик. Сидить Анна Дрань

Перша відома друкована згадка пісні зустрічається в збірці «Угро-русские народные песни: c приложением очерка быта угорских русских и этнографической карты Венгрии», виданому Григорієм Де-Волланом у 1885 році. Збірка містила наступний текст пісні:
Гей верше мой, верше,

Мой зеленый верше,

Ужъ мѣ такъ не буде,

Якъ мѣ было перше.

Отпало яблушко

От сладкой яблони;

Ужъ мѣ такъ не буде,

Якъ мѣ было влони.
У монографії Івана Верхатського «Про говір галицьких лемків» (1902) наведено декілька варіантів цієї пісні.
Перший аудіозапис пісні здійснений Осипом Роздольським на восковий фонографічний валик 1912 року.
Запис зроблений на Лемківщині у селі Ропиця Горна (колись Ропиця Руська), зараз Горлицький повіт, Малопольське воєводство, Польща. Фоновалик № 445 тривалістю 2 хв. 35 с містив чотири пісні: «Ей Боже Боже нич не маме», «Ей як от тале піду», «А верше мій верше», «Наша хата білена». На цьому записі пісня «А верше мій верше» мала 2 куплети і була у досить жвавому темпі.
1928 року в Нью-Йорку на студії Columbia видана грамплатівка 78 обертів, яка містила дві лемківські пісні. На першій стороні — «За горами, за лісами», на другій — «Ой верше мій, верше» у виконанні дуету учасниць кафедрального хору Нью-Йорка Анни Дрань та Іоанни Карляк у супроводі оркестру. Фактично всі наступні сольні виконавці пісні виконували її на майже ті ж самі слова. Проте у фольклорних і нотних записах зберігається дуже значне різноманіття як в тексті, так і в мелодії та ритмі.
Нотний запис пісні вперше виданий Климентом Квіткою 1922 року. Запис здійснений ним 1918 року в притулку для біженців у Києві від 35-літньої жінки з Лемківщини із села Перегримка Ясельського повіту, яка відмовилась назвати своє ім'я.
Нотний запис у власному аранжуванні для мішаного хору зробив Михайло Гайворонський у виданій у 1930-х роках збірці «Українські народні пісні Лемківщини і Закарпаття». Пісня була записана від П. Ковальчика з-під Горлиць. М. Гайворонський вжив діалогового проведення жіночого і чоловічої груп хору, відповідно до змісту слів. Ця обробка увійшла до збірки хорових обробок лемківських пісень упорядника Івана Майчика «Співаночки мої» (1968 рік) Також в Україні була видана збірка Євгена Козака  «Гомін Верховини» (книжково-журнальне видавництво, 1962), до якої входило 12 обробок лемківських пісень для 4-голосного хору без супроводу, зокрема «Ой чорна гора, чорна», «Ой верше мій, верше», «Гаєм зелененьким».
Відома також версія пісні бачвансько-русинською мовою, записана 1930 року у Коцурі (Воєводина) 1930 р. Текст пісні записав Тон, а Й. Шандор склав на неї оригінальну мелодію. Крім смутку за втратою рідної домівки, дівчина сумує, що коханий сторониться її:
Ей, шугай, ей, шугай, до нас чом нє придзеш?

Чи ше оца боїш, чи о мнє нє стоїш?

Оца ше нє боїм, а о тебе стоїм,

Лєм ше злих язикох, ей, найвецей боїм.
Цікаво, що подібний сюжет є також і в декількох версіях цієї пісні, записаних на Лемківщині. Зокрема Михайлом Гайворонським та Орестом Гижею:
Яничку, златовлас,

Чом не ходиш до нас?

Ци ся мами боїш,

Ци о мя не стоїш?

Мами ся не бою

І о тебе стою.

Лем ся преокрутні

Злих язиків бою.

### Сучасність
Пісня з найпоширенішим відомим нині автентичним текстом увійшла до збірки «Лемківські співанки» (Музична Україна, 1967) яку зібрав і упорядкував Михайло Соболевський. Михайло Соболевський народився 1886 року в селі Костарівці Сяноцького повіту, тепер Польща. До першої світової війни працював диригентом церковного хору, відтоді він почав здійснювати збирання та запис лемківських народних пісень. Після вигнання лемків з етнічних земель Соболевський жив в Україні. З виходом на пенсію в 1959 вирішив опрацювати й опублікувати зібрані ним пісні. Вважається, що пісня «Ой верше мій, верше», була ним записана в рідному селі Костарівці. Після виходу у світ збірки пісня стала візитною карткою ансамблю пісні і танцю Львівського національного університету імені Івана Франка «Черемош».
Найбільшого поширення набула після виконання Квіткою Цісик у сучасному аранжуванні. Після того входила до репертуару багатьох українських виконавців, її часто виконують на різноманітних пісенних фестивалях та конкурсах. Зокрема Джамала з піснею «Ой верше, мій верше» посіла перше місце на конкурсі «Нова хвиля». Люцина Хворост з цією піснею здобула першу премію Міжнародного конкурсу українського романсу імені Квітки Цісик. Українка Марія Воловод Христодуліду перемогла з нею у міжнародному дитячому конкурсі талантів «Eurokids».
Пісня є однією із найпопулярніших у пісенних телевізійних шоу «X-Фактор», «Голос країни», а також «Голос Росії». Серед її виконавців були Ілларія, Тоня Матвієнко, колектив Тріода, Дмитро Бабак, Юлія Плаксіна, Тетяна Ширко, Анна Кукса та інші. В суперфіналі «Голосу країни 7» Анна Кукса в супроводі ансамблю «Kiev Tango Project» виконала «Ой верше» в танго-аранжуванні.
Народна пісня «Верше мій, верше!» у виконанні співачки Ілларії обрана для реклами пива «Львівське живе». Наприкінці 2010 року представлено відео до даної версії.
Режисер Федір Стригун як ліричну тему вистави «Украдене щастя» Львівського національного театру імені Марії Заньковецької використав пісню «Ой, верше мій, верше» у виконанні сестер Тельнюк. Також пісня звучить у виставах львівського Першого українського театру для дітей та юнацтва «Таїна буття» за п'єсою Тетяни Іващенко  та «Елегія Стікс» (режисер Олександр Король) дрогобицького Музично-драматичного театру імені Юрія Дрогобича, мюзиклі «Квітка» театру Костянтина Пінчука «Classikal Grand Ballet».

### Інші відомі виконавці
Пісня широко відома в хоровому виконанні в аранжуваннях Михайла Гайворонського, Тадеуша Хахая, Євгена Козака , Ярослава Полянського, Ярослава Ярославенка, Дмитра Кацала. Входила до репертуару Закарпатського народного хору, лемківської хорової капели «Бескид» (Івано-Франківськ), Народної хорової капели селища Рудно «Лемковина», хорової капели «Дударик», Галицького камерного хору «Євшан», Мирослава Старицького, Ганни Шерей, Тріо сестер Байко, Лесі Мацьків.

## Звукозаписи

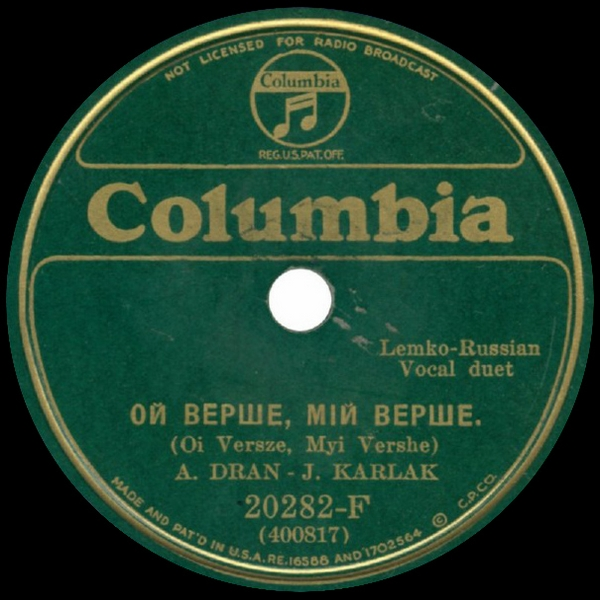
Обкладинка платівки дуету Анни Дрань та Іоанни Карляк (1928)

- «Ей Боже Боже нич не маме», «Ей як от тале піду», «А верше мій верше», «Наша хата білена». Фоновалик № 445 (XXIII) з фоноколекції Осипа Роздольського. Рекордовано 19.08.1912 c. Ропиця Горна, Горлицький повіт, Малопольське воєводство[6] (Перевидано на CD «Український фольклор першої половини XX сторіччя. Вибірка з фоноколекції Осипа Роздольського» 2011 р.)[35]
- Анна Дрань (сопрано), Іоанна Карляк (альт). Ой верше, мій верше. Victor P. Hladyk — manager. Columbia / 20282-F New York City, June 21, 1928.[36][37]
- Зарицька Євгенія (Eugenia Zareska) — Ukrainan Songs Urania Records ‎– US 5137 (1956)[38]
- Сестри Байко Червоні маки / Ой верше, мій верше (78 об.) 27602-03 1956[39]
- Ой верше мій, верше. Співає Мирослав Скала-Старицький, тенор, ф-но Ж. Лякур. Довгограй.монофоніч.запис. Лондон MLP 10037 (1960)[40]
- Сестри Байко — Українські пісні. 03. Ой верше мій, верше (лемківська народна пісня) 1960 Мелодия — Д 6499-6500[41]
- Ганна Шерей (мецо-сопрано) — «Ой верше мій, верше» (фортепіано Калина Чічка-Андрієнко, запис здійснено на концерті, присвяченому українським композиторам в еміграції, США, Нью-Йорк, 16 жовтня 1965 року).[42]
- Квартет О. Ніколишина, Р. Коробкіна, Н. Фоменко, М. Байко «Ой, верше, мій верше», українська народна пісня в обр. Є. Козака. Запис 1965. Центральний державний кінофотофоноархів України імені Г. С. Пшеничного од. обл. М-10453, од. зб. 4544[43]
- Квітка Цісик. Іванку та інші улюблені пісні молодих українців. 05. My high mountain — ukrainian folksong Midney — P-0102 1970[44]
- Лемковина. Співає «Лемковина». B1 Ой Верше Мій, Верше / аранжування — Я. Ярославенко. 3:35 «МЕЛОДИЯ» С30 23677 005, 1986[45]
- Квітка Цісик. Two Colors 10. Верше, мій верше 5:01 KMC Records ‎– KMC 1002 CD USA & Canada 1989[46]
- Кичера (ансамбль) «Цне мі ся за тобов» Oy, vershe miy, wershe solo: Piotr Hojniak, Michal Olesniewicz CD Poland 1998.[47]
- Юлія Дошна ‎– Там на Лемковині Towarzystwo Karpackie. Польща. 2000[48]
- Світлана Дамидюк, Український ансамбль народної музики «Будьмо!». Гей, музики, довше грайте. 2002[49]
- Аничка. Силою любові… 2004[50]
- Дует «Червоне та Чорне » — Поліське весілля 2005[51]
- Галицький камерний хор «Євшан». Фольклорна скриня. САМЕ ТАК! 2005[52]
- Рушничок  — Сусідка Origen Music (2007)[53]
- Гудаки — Гудаки не люди. 2008[54]
- Дударик Назавжди — Мамине серце (2008)[55]
- Tafubar ‎– Changeability 1. Mij Vershe (Вокал Світлана Дамидюк). «Lemongrassmusic». ‎Німеччина 2008[56]
- Хор «Soli Deo» — Співає хор «Soli Deo» Наш Формат ‎CD, 2010[57]
- Ілларія — Вільна (альбом) 15. Ой верше, мій верше. Rostok Records 2010[58]
- Jamala — For Every Heart 15. Верше, Мій Верше Moon Records — MR 5117-2 CD 2011[59]
- Галина Баранкевич — Вигнані з раю / лемківські пісні Kosmata design ‎– 2014[60]
- Тріода — Душа українського народу V Studio (2014)[61]
- Люцина Хворост. Солодко-гіркий романс Наш Формат, 2014[62]
- Laboratorium Pieśni —– Rosna 1. Oj Wersze, Mij Wersze CD, Poland 2016[63]

## Фільми
- Документальний фільм «Ой верше, мій верше». Режисер Сперкач В. М., Укркінохроніка, 1984. (Фільм про життя українців-лемків, які проживають у Великоберезнянському районі Закарпатської області)[64]

## Пісня на SoundCloud
- Дударик-Ой, верше ж мій, верше у соціальній звуковій хмарі SoundCloud
- Сестри Тельнюк у соціальній звуковій хмарі SoundCloud
- Софія Федина у соціальній звуковій хмарі SoundCloud
- Люцина Хворост у соціальній звуковій хмарі SoundCloud
- Laboratorium Pieśni - Oj Wersze, Mij Wersze у соціальній звуковій хмарі SoundCloud
- Рушничок у соціальній звуковій хмарі SoundCloud